# Ernest Münch
Pour les articles homonymes, voir Ernst Münch (homonymie) et Münch.
Ernest Münch (1859-1928) est un organiste, altiste et chef de chœur alsacien. Il fut l'un des principaux promoteurs de la culture musicale en Alsace et forma des générations d'organistes, d'instituteurs et de pasteurs musiciens.

## Biographie
Ernest Münch naît le 31 décembre 1859 à Niederbronn-les-Bains, aux pieds des contreforts des Vosges du Nord. Il est le fils de Gottfried Münch (1830-1889), instituteur et organiste, et de Salomé Wolffhugel (1856-1923). L'ensemble de la fratrie Münch se consacre à la musique : son frère Eugène est organiste à Mulhouse, son frère Geoffroy (1869-1917) est pasteur et organiste, ses deux sœurs Marie (1861-1938) et Amélie (1862-1956), sont toutes deux pianistes. Amélie est l’auteur d’un Traité sur la théorie musicale et d'une chronique sur la vie de sa famille.
Guidé par son père, Ernest apprend le piano, l'orgue, le violon et l'alto. Après des études à l'école normale de Strasbourg et une année comme altiste à l'orchestre municipal de Strasbourg, il est nommé en 1882 organiste de l'église protestante Saint-Guillaume de Strasbourg. Il obtient un congé et une aide financière pour se perfectionner à Berlin, où il fréquente, avec son frère Eugène, l'Institut pour la musique d'église de la Musikhochschule. De retour à Strasbourg, il est nommé professeur d'orgue et de musique sacrée protestante au conservatoire de cette ville.
En 1884, il fonde le chœur de Saint-Guillaume, pendant protestant de celui de la cathédrale. Ce chœur passe rapidement d'une quarantaine de choristes, issus de la paroisse, à plus d'une centaine venant des diverses paroisses strasbourgeoises. Il exécute de nombreuses œuvres de Jean-Sébastien Bach, passions, cantates, oratorios, contribuant ainsi à les faire connaître en Alsace et atteint une réputation internationale. Chaque année, pour le Vendredi saint, il donne alternativement la Passion selon saint Jean et la Passion selon saint Matthieu à l'église Saint-Guillaume. Pendant qu'Ernest Münch dirige le chœur, il est souvent accompagné à l'orgue par son frère Eugène ou par Albert Schweitzer.
Par ailleurs, Ernest Münch est professeur de musique au Gymnase protestant, dirige de 1889 à 1894 la Société de chant sacré et à partir de 1883, l'Union chorale, chœur d'hommes œuvrant pour la défense de la musique française. Enfin, de 1908 à 1918, à la tête du chœur du conservatoire, devenu chœur municipal, il dirige de grands concerts vocaux.
En mai 1905, il est notamment la cheville ouvrière du premier Musikfest d’Alsace-Lorraine. Dans un article sur les musiques française et allemande, Romain Rolland écrit: «L’orchestre et les chœurs, formés de la réunion de divers Chorvereine strasbourgeois, étaient dirigés par Richard Strauss, Gustav Mahler et Camille Chevillard. Mais les noms de ces illustres Kapellmeister ne doivent pas faire oublier  celui de l’homme qui fut vraiment l’âme de ces concerts: le professeur Ernst Münch, de Strasbourg, un Alsacien, qui dirigea toutes les répétitions, qui eut toute la peine, et qui, au dernier moment, s’effaça devant les chefs étrangers, leur laissant tout l’honneur. Le professeur Münch, organiste à Saint-Guillaume, est un des hommes qui ont fait le plus pour la musique à Strasbourg, où il a formé des chœurs excellents (les «Chœurs de Saint-Guillaume»), et où il organise de grandes auditions de Bach, avec l’aide d’un autre Alsacien dont le nom est bien connu des historiens de la musique: Albert Schweitzer (…). Ce n’a pas été pour moi le moindre intérêt des fêtes musicales de Strasbourg que d’apprendre à connaître de telles personnalités, nées du sol d’Alsace, et qui représentent de la façon la plus noble la haute culture alsacienne, bénéficiant à la fois de tout ce qu’il y a de meilleur dans les deux civilisations». Lors de ces fêtes, Ernest Münch dirige le 21 mai 1905 la Rhapsodie pour alto de Johannes Brahms dans un concert que Gustav Mahler ouvre en dirigeant sa cinquième symphonie et Richard Strauss clôture avec sa Sinfonia Domestica.
Après l'armistice de 1918, Ernest Münch assure par intérim la direction du conservatoire jusqu'en avril 1919. Il prend une retraite active en 1924 et meurt à Strasbourg le 1er avril 1928.

## Enfants
Ernest Münch épouse, le 22 juillet 1885, à Niederbronn, Célestine Simon, fille du pasteur F. Simon, avec laquelle il a six enfants. Deux de ses fils sont également des musiciens de réputation internationale. Fritz (1890-1970) est pasteur, directeur du séminaire protestant de Strasbourg, violoncelliste et chef d'orchestre. Il succède à son père à la direction du chœur de Saint-Guillaume de 1924 à 1962 et dirige le Conservatoire de Strasbourg. Charles (1891-1968), violoniste et chef d'orchestre, après des débuts à Strasbourg et une carrière en Allemagne, se fixe à Paris en 1932. Après la guerre, il prend la tête du Boston Symphony Orchestra et à son retour fonde l'Orchestre philharmonique de Paris. Quant aux deux filles d'Ernest, elles sont également musiciennes: Emma (1886-1985), épouse du frère cadet d’Albert Schweitzer - Paul (1882-1967) -, est altiste, de même que Louise (1887-1980), qui épouse son cousin, le chef d’orchestre Ernest-Geoffroy Münch (1888-1944). Et les deux autres fils d'Ernest, même s'ils choisissent d'autres voies, sont également des musiciens accomplis: Geoffroy (Iddy) (1889-1967), est directeur de la Münchner Rückversicherung, mais pratique toute sa vie le violon au plus haut niveau, et Hans (1897-1964), est médecin mais aussi organiste.

## Hommages et distinctions
- Le 28 septembre 1927 il est nommé chevalier de la Légion d'honneur[4].
- Une rue de Strasbourg porte son nom, dans le quartier de la Krutenau à proximité de l'église Saint-Guillaume[5].